# Lumine Golf Club
De Lumine Golf Club  is een golfclub in Tarragona, Spanje. Hij ligt aan de Costa Daurada en kijkt uit over de Balearische zee. 

## Golfbanen
Er zijn drie golfbanen die deel uitmaken van de Lumine Mediterránea Beach & Golf Community. De Lakes Course en de Hills Course hebben ieder 18 holes, de Ruins Course heeft 9 holes. Greg Norman heeft de Lakes Course en de Ruins Course ontworpen die in 2008 geopend werden. Het management van de golf wordt gedaan door Troon Golf.
De baan heeft de Audubon International Gold Signature Sanctuary Certificate gekregen omdat de baan milieuvriendelijk wordt gedaan en er met zorg met het water wordt omgegaan.

## Toernooien
Lumine is een van de vier golfbanen in Spanje waar Stage 2 van de Tourschool wordt gespeeld. Dit gebeurt in de maand november.
De PGA of Europe organiseert sinds 2012 op de twee 18 holesbanen het EK Fourball, waar in 2013 120 teams aan meededen.
In 2012 werd het kampioenschap gewonnen door Matt McGuire and Craig Swinburn uit Engeland. In 2013 werd het gewonnen door een Oostenrijks team. Jurgen Maurer en Uli Weinhandl scoorden -21, incl een hole-in-one door Maurer.  

## Baanrecord
Het baanrecord staat op naam van Joakim Mikkelsen. Hij maakte tijdens de Challenge de Catalunya op 24 april 2014 een ronde van 63 (-9).